# Farideh Akashe-Böhme

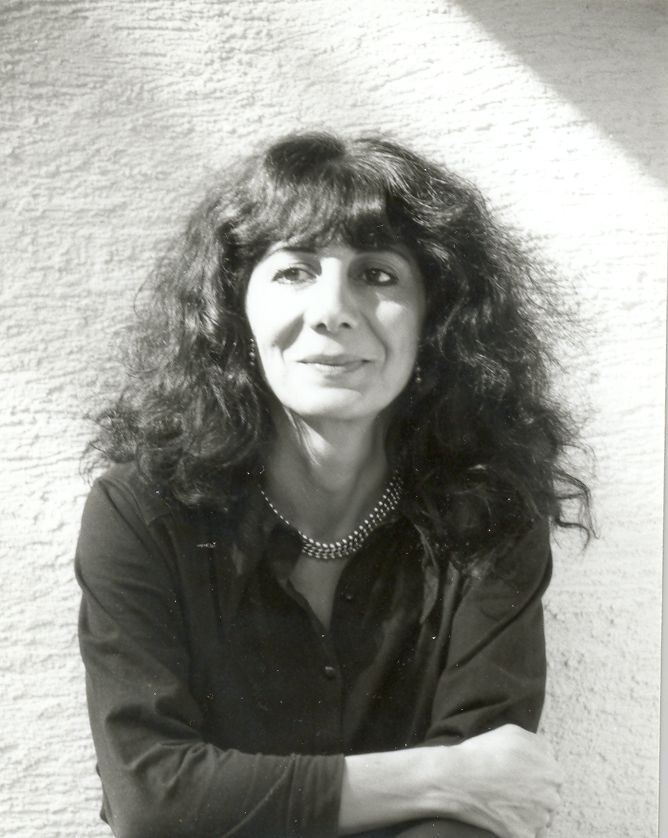
Farideh Akashe-Böhme

Farideh Akashe-Böhme (* 31. Januar 1951 in Chaharmahal, Iran; † 3. November 2008 in Darmstadt, Deutschland) war eine iranisch-deutsche Autorin.

## Leben
Sie verbrachte ihre Jugend in Abadan und Isfahan. Ihr Vater arrangierte eine Ehe für sie. Nach dem Abitur folgte sie ihrem Mann, der in Darmstadt studierte. Sie ließ sich nach deutschem Recht scheiden und studierte Germanistik, Politik, Geschichte und Soziologie. Ihre Magisterarbeit befasste sich mit der Darstellung der iranischen Revolution in der Presse; ihre Dissertation untersuchte Fremdheitserfahrungen von Frauen, insbesondere von Migrantinnen. 2000 publizierte sie die Geschichte ihrer Kindheit und Jugend unter dem Titel Die Burg von Chah Barrdi.
Farideh Akashe-Böhme war mit dem Philosophen Gernot Böhme verheiratet und hatte eine Tochter. Sie war als freie Autorin tätig mit den Schwerpunkten Gender, Migration und Islam.

## Veröffentlichungen

### Bücher
- Die Darstellung der iranischen Revolution in der bundesrepublikanischen Presse. Edition Herodot, Göttingen 1986.
- Mitautorin: Reflexionen vor dem Spiegel. Hrsg.: Farideh Akashe-Böhme. edition suhrkamp, Frankfurt am Main 1992, ISBN 3-518-11724-6.
- Frausein – Fremdsein. 2. Auflage. S. Fischer, Frankfurt am Main 1994, ISBN 3-596-11732-1.
- Mitautorin: Von der Auffälligkeit des Leibes. Hrsg.: Farideh Akashe-Böhme. Suhrkamp Verlag, Frankfurt am Main 1995, ISBN 3-518-11734-3.
- Die islamische Frau ist anders: Vorurteile und Realitäten. 2. Auflage. Gütersloher Verlagshaus, Gütersloh 1997, ISBN 3-579-00716-5.
- In geteilten Welten: Fremdheitserfahrungen zwischen Migration und Partizipation. Brandes & Apsel, Frankfurt 2000, ISBN 3-86099-202-3.
- Die Burg von Chah Barrdi: Von Persien nach Deutschland : die Geschichte einer Kindheit und Jugend. Brandes & Apsel, 2000, ISBN 3-86099-193-0.
  - Il Castello di Chah Bardi. Ritratto di una donna che trova se stessa sulla strada dalla Persia alla Germania. 2008, ISBN 978-88-7371-336-4.

- Gemeinsam mit Gernot Böhme: Mit Krankheit leben. Von der Kunst, mit Schmerz und Leid umzugehen. Beck, München 2005, ISBN 3-406-52790-6.
- Sexualität und Körperpraxis im Islam. Brandes und Apsel, Frankfurt am Main 2006, ISBN 3-86099-851-X.
- Gemeinsam mit Gernot Böhme: Doranos Wende. Philosophischer Roman. Karl Alber, Freiburg u. München 2019, ISBN 978-3-495-49069-3.

### Aufsätze (Auswahl)
- Das westliche Verständnis des Körpers als globale Perspektive. In: Concilium. Internationale Zeitschrift für Theologie. 38. Jg. 2. Heft. Schwabenverlag AG, Ostfildern April 2002.
- Lebensentwürfe und Verstrickung. Biographien im Exil und in der Migration. In: Elisabeth Rohr, Mechtild Jansen (Hrsg.): Grenzgängerinnen: Frauen auf der Flucht, im Exil und in der Migration. Psychosozial-Verlag, Gießen 2002, ISBN 3-89806-105-1.